# 828

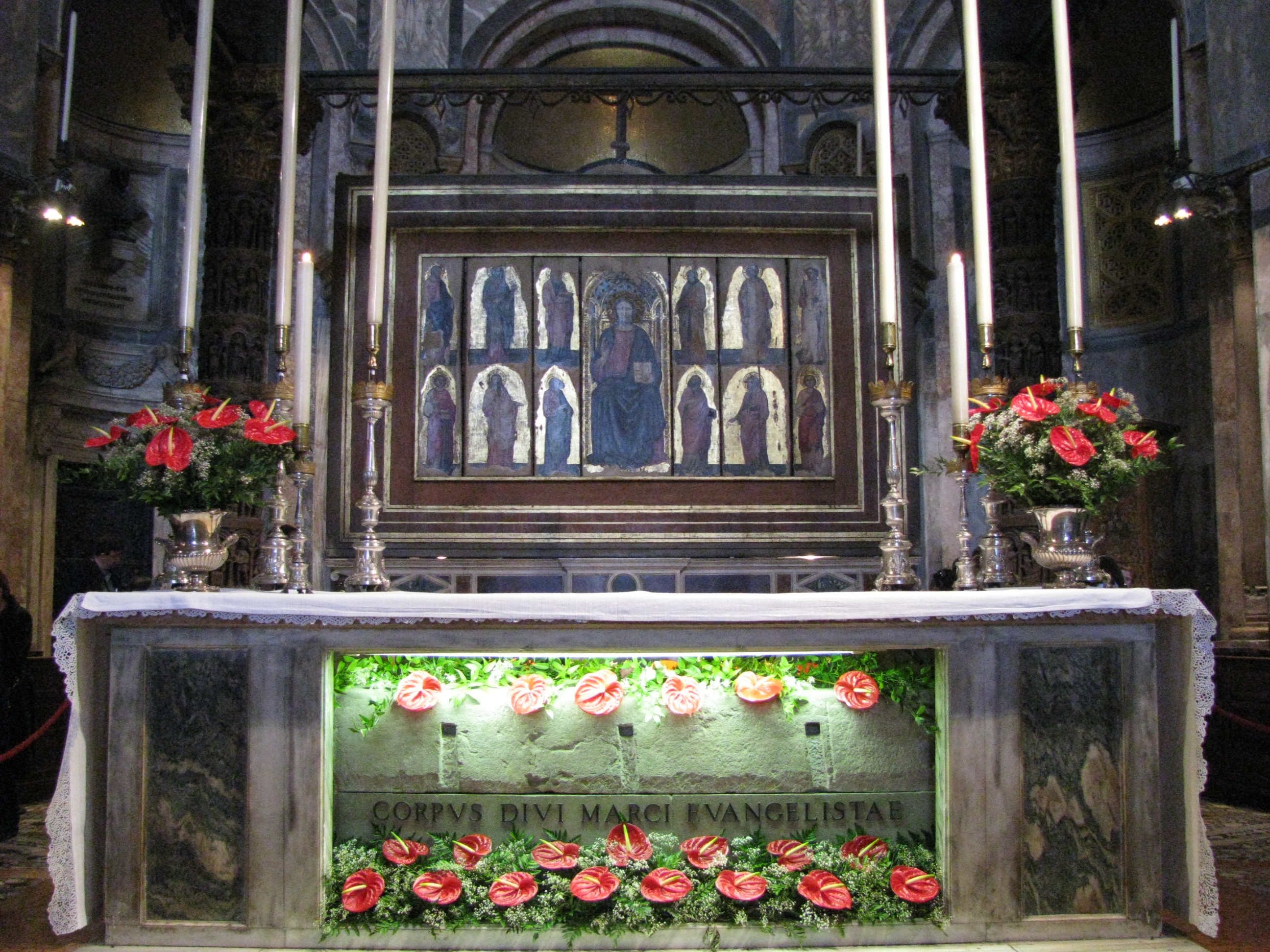
Hoofdaltaar in de Basiliek van San Marco met de stoffelijke resten van Sint-Marcus

Het jaar 828 is het 28e jaar in de 9e eeuw volgens de christelijke jaartelling.

## Gebeurtenissen

### Byzantijnse Rijk
- Beleg van Syracuse: Het Arabische leger onder leiding van Asad ibn al-Furat breekt vanwege een voedseltekort de belegering van de vestingstad Syracuse af. Hij overlijdt kort daarna aan de pest en de Arabieren moeten zich terugtrekken naar Mineo in het zuidoosten van Sicilië, waar het Byzantijns kasteel na een belegering van drie dagen wordt ingenomen.

### Europa
- Venetiaanse handelaren stelen in Alexandrië de stoffelijke resten van Sint-Marcus (de evangelist) uit zijn graf en brengen ze over naar Venetië. De Venetianen die de Byzantijnse handelsbelangen moeten verdedigen in de Adriatische Zee, vergaren steeds meer onafhankelijkheid en handelsprivileges.
- Keizer Lodewijk I ("de Vrome") vaardigt een besluit uit waarin hij alle handelaren (ook de Joden) die hofleveranciers zijn, vrijwaart van inbeslagname of tolheffing. Alleen aan de Alpenpassen dienen zij de gebruikelijke tol te betalen. Lodewijk lijft Karinthië (huidige Oostenrijk) in bij het Frankische Rijk.

### Arabische Rijk
- Kydonia aan de noordkust van Kreta wordt door Arabische piraten verwoest en weer opgebouwd als Al-Hannim. De Arabieren veroveren Centrumcellae ten noorden van Rome en herdopen de stad met de huidige naam Civitavecchia.

## Religie
- Eerste schriftelijke vermelding van Hummelo (huidige Gelderland).

## Overleden
- Asad ibn al-Furat (69), Arabisch veldheer
- Sedulius Scotus, Iers grammaticus